# 야구치정
야구치정(矢口町)은 도쿄부 에바라군에 일찍이 존재했던 정이다. 현재의 오타구 남서부에 해당한다.

## 역사
- 1889년 5월 1일 - 정촌제 시행에 수반해 야구치촌이 성립하였다.
- 1928년 2월 11일 - 야구치촌이 정으로 승격해, 야구치정이 되었다.
- 1932년 10월 1일 - 에바라군 전체가 도쿄시에 편입되어, 야구치정의 구역은 가마타구가 되었다.

## 교통

### 철도
- 메구로 가마타 전철
  - 메구로선
- 이케카미 전기철도(현 도큐급행전철)
  - 이케카미선

### 도로
- 국도 제15호선

## 관련서적
- 東京市臨時市域擴張部 『荏原郡矢口町現状調査』 1931年